# Romero (kulle)
Romero är en kulle i Antarktis. Den ligger i Västantarktis. Argentina, Chile och Storbritannien gör anspråk på området. Toppen på Romero är 295 meter över havet.
Terrängen runt Romero är platt åt sydost, men åt nordväst är den kuperad. Terrängen runt Romero sluttar norrut. Trakten är obefolkad. Det finns inga samhällen i närheten.